# Біленьке Перше
Біле́ньке Перше — село в Україні, у Запорізькому районі Запорізької області. Входить до складу Біленьківської сільської громади. Населення становить 808 осіб.

## Географія
Село Біленьке Перше знаходиться на правому березі Каховського водосховища (Дніпро), вище по течії на відстані 2,5 км розташоване село Лисогірка, нижче за течією примикає село Біленьке. Через село проходить автомобільна дорога Т 0806.

## Населення

### Мова
Розподіл населення за рідною мовою за даними перепису 2001 року:
| Мова            | Кількість | Відсоток |
| --------------- | --------- | -------- |
| українська      | 648       | 80.20%   |
| російська       | 148       | 18.33%   |
| вірменська      | 9         | 1.11%    |
| болгарська      | 1         | 0.12%    |
| грецька         | 1         | 0.12%    |
| інші/не вказали | 1         | 0.12%    |
| Усього          | 808       | 100%     |

## Економіка
- ВТД-Агро, ФГ.